# Carol Peletier
 (indiquez la date de pose grâce au paramètre date).
Carol Peletier, également connue au Royaume sous le nom de "Reine" Carol, est un personnage principal de la bande dessinée The Walking Dead et de la série télévisée The Walking Dead où elle est interprétée par Melissa McBride et doublée en version française par Françoise Rigal. Le personnage apparait dans le troisième numéro du premier volume de la bande dessinée et dans le troisième épisode de la première saison de la série télévisée.
Dans la série de bandes dessinées, Carol est une femme au foyer de 25 ans qui affiche un comportement névrotique, égocentrique et naïf. Tout au long de son arc, elle devient de plus en plus instable, jusqu'à l'autodestruction, et finit par se suicider. Dans la série télévisée, elle apparaît comme une personne sévère, pragmatique et compatissante qui a progressivement développé une force intérieure, devenant beaucoup plus compétente et émotionnellement stable que son homologue de bande dessinée.
Initialement un membre récurrent du casting, McBride est devenu un personnage régulier de la série au début de la deuxième saison, et le rôle du personnage a principalement augmenté depuis la quatrième saison. McBride est devenu le deuxième personnage à partir des trois derniers épisodes de la dixième saison. Carol est l'un des derniers survivants originaux, avec Rick et Daryl. Elle est également le personnage féminin le plus ancien de la série et le seul personnage féminin à être apparu dans chaque saison. Carol et Daryl sont les seuls personnages présents dans la série depuis la première saison.
La performance de McBride dans le rôle de Carol est saluée par la critique de la télévision, et certains critiques ont qualifié Carol de meilleur personnage de la série. En octobre 2023, McBride a repris son rôle de Carol dans la finale de la première saison de The Walking Dead : Daryl Dixon, et elle reviendrait en tant que personnage régulier de la série dans la deuxième saison, sous-titrée The Book of Carol, qui a été créée en septembre 2024.

## Biographie fictive

### Dans la série télévisée

#### Saison 1
Mère de la famille Peletier, elle se fait battre par son mari, Ed. Pourtant, elle reste terrifiée et triste lorsque ce dernier est passé à tabac par Shane, qui trouve là une sorte de défouloir bien pratique à sa frustration envers Lori, disant à Ed qu'il le tuera si jamais il touche encore à Carol ou leur fille. Elle reste très proche de sa petite fille Sophia après la mort de son mari lors de l'attaque du camp par les rôdeurs.
Elle n'éprouve pas le moindre mal et « se venge » d'une certaine façon lorsqu'elle massacre le visage de son mari à coup de pioches pour éviter qu'il ne se réanime en rôdeur. Elle survit à l'explosion du CDC. Qui plus est, cette dernière sauve le groupe en donnant une grenade qu'elle sort de son sac pour la donner à Rick. Ce qui permet au groupe de partir du CDC.

#### Saison 2
Au début de la saison, elle perd Sophia après le passage d'une horde de rôdeurs sur l'autoroute sur laquelle le groupe était bloqué. Elle le reproche énormément à Rick, ce dernier étant parti à la recherche de Sophia mais l'ayant perdue à nouveau.
Une fois à la ferme des Greene, elle tente de se laisser croire que sa fille est toujours vivante malgré les jours qui passent et la chance qui tourne. Elle se rapproche de Daryl pendant les recherches pour retrouver Sophia. Malheureusement, Carol sera dévastée par le chagrin dû à la mort de sa fille, qui s'est transformée en rôdeur durant sa disparition et qui est achevée par Rick devant tout le groupe alors qu'elle se trouvait dans la grange des Greene.
Après cet événement, Carol confie à Daryl avoir toujours su qu'une fois sa fille disparue, elle était déjà morte. Elle le remercie également d'avoir été un "meilleur père" pour Sophia pour avoir essayé de la retrouver. Même plus qu'elle-même. Avant l'apocalypse, Ed ne s'occupait jamais de sa fille.
Poursuivie par des rôdeurs pendant l'invasion de ces derniers dans la ferme d'Hershel, elle est sauvée par Andrea alors qu'elle était en difficulté avec quelques rôdeurs, puis s'enfuit avec Daryl dans le dernier épisode.

#### Saison 3
Carol a beaucoup gagné en confiance entre la fin de la saison 2 et le début de la saison 3. Ce n'est plus la femme inquiète et apeurée que l'on connaissait. La mort de Sophia l'a rendue plus forte. En effet dans le premier épisode Graines, elle aide le groupe à nettoyer la prison des rôdeurs, tirant à la mitraillette avec plus d'aisance.
Dans le second épisode, elle prend l'initiative de s'entraîner à faire une césarienne sur un rôdeur mort pour garantir la survie de Lori durant son accouchement. Elle disparaît un court instant après que T-Dog s'est sacrifié afin qu'elle puisse échapper aux rôdeurs.
Tout le monde la croit morte. Daryl la retrouve finalement dans l'épisode La Traque, cachée dans une sorte de placard et totalement à bout de force après sa fuite. Elle doute initialement du leadership de Rick mais commence plus tard à avoir confiance en lui en ce qui concerne la sécurité du groupe. Durant le reste de la saison, elle continue à se perfectionner aux armes à feu en combattant.
Carol semble également partager des responsabilités dans la prise en charge de Judith au même titre que Beth. Lorsque Axel fait des avances à Beth, Carol prend la défense de la jeune fille en interdisant à Axel de s'approcher d'elle.
Elle finit tout de même par se rapprocher beaucoup de lui. Lors d'une énième discussion entre eux dans la cour de la prison, Axel est abattu d'une balle en pleine tête par le Gouverneur sous ses yeux. Carol est alors obligée d'utiliser le corps de ce dernier pour se protéger lors de la fusillade.Elle essaye d'entretenir de bonnes relations avec tous les membres du groupe et elle maintient le dialogue avec des personnages aussi rejetés que Merle. Merle souligne que dans cette aventure elle a beaucoup mûrie.
C'était une femme soumise, effacée, qui a tout perdu, puis qui a trouvé sa place dans ce groupe, et qui est un peu l'alter ego de Hershel : ouverte aux autres et d'un caractère posé, réfléchi, tout en étant devenue une guerrière.

#### Saison 4
Carol est désormais un membre important du groupe, s'occupant des enfants de la prison, même plus qu'elle ne le devrait : elle leur apprend à se servir d'armes en cachette pendant les cours de lecture.
Elle veut leur apprendre à se défendre car elle ne s'est toujours pas remise de la mort de sa fille Sophia, refusant de se l'avouer. Elle se rapproche de Lizzie et de sa sœur Mika et devient leur mère de substitution après la mort de leur père. Malgré ses actions elle ne se considère pas comme tel, et refuse qu'on l'appelle "Maman".
C'est elle qui est coupable de la mort des deux malades, dont Karen la petite amie de Tyreese, mais elle ne l'a avoué qu'à Rick. Celui-ci décide donc de l'exiler de la prison, craignant les représailles lorsque le groupe sera au courant, surtout Tyreese.
Lorsqu'elle retourne à la prison, le plus gros est déjà fait : il ne reste plus que des rôdeurs. Elle se lance dans les bois à la recherche des membres du groupe et finit par tomber sur Tyreese, Lizzie, Mika et Judith. Carol finit par accepter son rôle de mère pour les filles, et promet à Lizzie de les protéger toutes les deux. En route vers le Terminus, le groupe s'arrête dans une maison abandonnée.
En revenant d'une promenade avec Tyreese, elle voit avec horreur Lizzie, au-dessus du corps sans vie de Mika qu'elle vient de poignarder à mort. Carol estime que Lizzie est devenue un danger pour le groupe et la tue à contrecœur.
Totalement abattue, elle révèle à Tyreese qu'elle a tué Karen et David et elle laisse à ce dernier son pistolet pour l'abattre. Contre toute attente, Tyreese lui dit qu'il lui pardonne mais qu'il n'oubliera pas. Ils repartent en direction du Terminus.

#### Saison 5
Alors qu'elle voyage avec Tyreese et Judith vers le Terminus, ils évitent une horde avant de capturer Martin, un membre du Terminus. Apprenant que ses amis y sont prisonniers, Carol infiltre seule le camp en se couvrant de sang de rôdeur et déclenche une explosion. Elle confronte Mary, une habitante du Terminus, pour obtenir des informations, mais ne recevant aucune réponse, elle la laisse aux rôdeurs avant de retrouver Rick, Daryl et le reste du groupe. Après leur évasion, elle guide ses compagnons jusqu’à Tyreese et Judith.
Par la suite, Carol et le groupe secourent le père Gabriel Stokes et s’installent temporairement dans son église. En explorant les environs, elle et Daryl découvrent une voiture suspecte, qu’ils prennent en chasse après avoir vu qu'elle transportait Beth. Dans leur traque, ils passent une nuit dans un refuge pour femmes battues avant de repérer une camionnette liée à l’hôpital Grady Memorial. Toutefois, leurs plans sont contrariés lorsqu'ils se font désarmer par Noah, puis encercler par des rôdeurs. En tentant d’approcher l’hôpital, Carol est percutée par une voiture et capturée, se réveillant plus tard dans un lit sous la surveillance du personnel hospitalier.
Durant l’échange entre Rick et l’hôpital Grady Memorial, Carol, remise de ses blessures, assiste impuissante à la mort de Beth avant de quitter les lieux. Elle accompagne ensuite le groupe vers Washington D.C. et atteint la communauté d’Alexandria, où elle adopte une fausse identité de femme inoffensive pour tromper Deanna Monroe. En se rapprochant de Sam, elle découvre que Pete bat Jessie et en informe Rick. Ne tolérant pas cette violence, elle menace Pete, ce qui conduit à une confrontation tragique où il tue accidentellement Reg Monroe avant d’être exécuté par Rick.

#### Saison 6
Carol continue de dissimuler ses véritables compétences en se faisant passer pour une non-combattante à Alexandria. Cependant, Morgan perçoit rapidement son subterfuge. Lors de l’attaque des Wolves, elle adopte une tactique audacieuse en se faisant passer pour l’un des leurs afin de les éliminer méthodiquement, abattant huit d’entre eux ainsi qu’une habitante mourante. Son approche contraste avec celle de Morgan, qui cherche à éviter les meurtres. Après la bataille, elle découvre que ce dernier cache un prisonnier Wolf et tente de l’éliminer, mais Morgan s’interpose et l’assomme. Toutefois, le Wolf en profite pour fuir avec Denise, avant d’être finalement abattu par Carol, qui rejoint Rick pour repousser une invasion de rôdeurs.
Progressivement, Carol montre des signes de détresse psychologique liés aux nombreuses vies qu’elle a prises, allant jusqu’à tenir un journal de ses meurtres. Elle se rapproche de Tobin, échangeant un baiser sans ressentir d’attachement profond. Lors d’une mission contre les Sauveurs, elle choisit de rester avec Maggie pour la protéger, mais elles sont capturées. Pour s’échapper, elles doivent tuer tous leurs ravisseurs, ce qui accable encore davantage Carol. Incapable de supporter ce cycle de violence, elle décide de quitter Alexandria, convaincue qu’elle ne pourra pas cesser de tuer si elle reste avec le groupe.
Sur la route, Carol est interceptée par un groupe de Sauveurs qui la menace. Feignant la reddition, elle les élimine un par un avant de fuir, mais elle est suivie par un survivant, Roman. Affaiblie et blessée, elle est retrouvée par Morgan, qui la soigne. Rattrapée par Roman, elle subit des représailles jusqu’à ce que Morgan, brisant son propre code moral, l’abatte pour la sauver. Peu après, deux inconnus en armure anti-émeute surgissent et leur proposent de les aider.

#### Saison 7
Carol, affaiblie par ses blessures, est recueillie par deux habitants du Royaume après avoir tenté de fuir. Transportée sur un brancard, elle parvient encore à s’échapper avant d’être rattrapée et emmenée inconsciente dans la communauté dirigée par le roi Ezekiel. Après deux jours d’inconscience, elle découvre un lieu semblable à Alexandria mais n’a qu’une seule envie : repartir. Tandis que Morgan s’intègre au groupe, Ezekiel, remarquant son désir d’isolement, lui propose une maison à l’extérieur du Royaume, où elle s’installe, refusant de prendre part aux conflits en cours.
Malgré son isolement, Carol reste un point d’intérêt pour certains survivants. Daryl, inquiet, la retrouve après que Richard a tenté de l’utiliser comme prétexte pour déclencher une guerre contre les Sauveurs. Après des retrouvailles chaleureuses, elle lui demande des nouvelles d’Alexandria, et Daryl choisit de lui mentir pour la préserver. Cependant, elle soupçonne que la situation est plus grave qu’il ne le laisse entendre. Cherchant des réponses, elle se rend au Royaume et interroge Morgan, qui hésite à lui révéler la vérité. Finalement, il se rend chez elle pour lui annoncer que Glenn, Abraham, Olivia et Spencer ont été exécutés par Negan et les Sauveurs.
Profondément bouleversée, Carol décide de ne plus rester passive. À la fin de l’épisode 13, elle retourne au Royaume et convainc Ezekiel de préparer la résistance. Lorsque la guerre éclate, elle rejoint les forces du Royaume pour défendre Alexandria contre les Sauveurs, marquant son retour au combat après une longue période de retrait.

#### Saison 8
Carol joue un rôle clé dans la bataille contre les Sauveurs. Lors d'une attaque avec Ezekiel et Jerry, elle élimine presque tous leurs ennemis mais choisit de sauver ses compagnons plutôt que de poursuivre le dernier Sauveur en fuite. Seuls eux trois survivent, regagnant le Royaume après le sacrifice de Shiva, le tigre d'Ezekiel. Plus tard, elle participe à la libération d’Ezekiel en exterminant les Sauveurs avec Morgan, laissant Henry achever Gavin.
Elle veille sur Henry et Morgan, troublés par leurs actes, et évoque Carl comme un exemple de courage. Lors de l'attaque de Simon contre la Colline, elle est forcée de tuer son ancien compagnon Tobin, devenu rôdeur. Elle confie ensuite à Ezekiel la douleur causée par la mort de sa fille Sophia et la manière dont cela l’a changée. Quand Henry libère accidentellement des prisonniers, elle part à sa recherche et le retrouve, reconnaissant sa force.
Carol participe ensuite à l’attaque finale contre les Sauveurs, contribuant à la victoire contre Negan. Après la bataille, elle retourne au Royaume avec Ezekiel, Jerry et Henry, marquant un nouveau départ sous leur protection.

#### Saison 9
Dans l’épisode 1 de la saison 9, Carol et son groupe se rendent à Washington pour récupérer du matériel agricole. Après qu’Ezekiel échappe à la mort, elle l’embrasse, révélant leur relation. Plus tard, Ezekiel lui propose de l’épouser, mais elle refuse et prend la tête du Sanctuaire. Alors qu’elle dirige un groupe pour aider à la construction d’un pont, elle finit par accepter la bague d’Ezekiel. Cependant, des tensions éclatent parmi les Sauveurs, menaçant la stabilité du groupe.
Lorsque les Sauveurs se rebellent, Carol cède son rôle de leader et retourne au Royaume. Après une embuscade sur la route, elle se venge en brûlant vif Jed et son groupe. Plus tard, elle retrouve Daryl et l’invite à accompagner Henry à La Colline. Daryl finit par accepter, devenant le mentor du jeune homme. À La Colline, Carol tente de convaincre Michonne d’unir les communautés, mais celle-ci refuse.
Lors de la foire du Royaume, Carol et Ezekiel tentent d’assurer la sécurité de l’événement en négociant avec un groupe de maraudeurs. Malgré les tensions, la foire a lieu et les communautés officialisent leur alliance. Mais la menace des Chuchoteurs se concrétise lorsque Carol, Daryl et d’autres découvrent plusieurs membres de leur groupe, dont Henry, massacrés et affichés sur des piques. Effondrée, Carol assiste au discours de Siddiq honorant les victimes.
Après la chute du Royaume, Carol, Ezekiel et les survivants partent pour La Colline. En chemin, elle empêche Lydia de se suicider, bien qu’elle peine à la voir autrement que comme responsable de la mort d’Henry. Arrivés au Sanctuaire pour une halte, elle confie à Daryl qu’elle se sent de nouveau perdue. Lors de la traversée d’un territoire enneigé, elle hésite à tuer Lydia mais finit par l’épargner et la ramener avec elle.
À La Colline, Carol annonce à Ezekiel qu’elle le quitte et part vivre à Alexandria. Il lui rappelle son amour mais accepte sa décision. De retour à Alexandria, elle retrouve un semblant de légèreté en participant à une bataille de boules de neige avec les autres survivants. Pourtant, son regard laisse transparaître la douleur et la résilience qui la définissent désormais.

#### Saison 10
Après avoir vécu une période en mer en tant que pirate, Carol revient à Oceanside, où elle retrouve Daryl et Ezekiel. Bien qu'elle prétende vouloir tourner la page, Daryl devine qu’elle cherche toujours à se venger d'Alpha. Lors d'une chasse en forêt, ils franchissent une frontière interdite, ce qui ravive les tensions. Malgré une réconciliation, Carol reste hantée par ses pertes et commence à prendre des pilules pour rester éveillée. Lors d'une rencontre tendue avec Alpha à la frontière, elle tente de lui tirer dessus, mais Michonne l’en empêche. Plus tard, son état se détériore avec des hallucinations et des insomnies, ce qui l'amène à mettre le groupe en danger lors d'une mission.
Carol et Daryl se lancent dans une mission risquée pour affaiblir Alpha et sa horde, malgré les tensions croissantes entre eux. Carol, obsédée par sa vengeance, capture un Chuchoteur pour obtenir des informations, mais sa méthode brutale échoue. En manipulant Lydia pour prouver le mensonge d’Alpha, elle se met à dos la jeune fille. Son imprudence culmine lorsqu’elle provoque un éboulement dans une grotte en tentant de détruire la horde, emprisonnant Magna et Connie sous les décombres. Rongée par la culpabilité, elle s’isole, tandis que Daryl s’éloigne d’elle, déçu par ses actions.
Peu après, Carol tente de faire face aux conséquences de ses erreurs en rejoignant Ezekiel à La Colline. Ce dernier, malgré sa propre souffrance due à sa maladie, tente de la réconforter. Dans un moment de vulnérabilité partagée, Carol, cherchant du réconfort, l’embrasse. Pendant ce temps, la fracture avec Daryl s’aggrave, illustrant la solitude croissante de Carol, consumée par sa quête de vengeance et ses décisions impulsives.
Carol, marquée par la douleur et la culpabilité, se débat avec ses émotions après la destruction de La Colline et la perte de son fils adoptif Henry. Elle cherche à assouvir sa vengeance contre Alpha et conclut un pacte avec Negan pour éliminer la leader des "Whisperers". Après l'assassinat d'Alpha, Carol est hantée par des hallucinations de son ennemie, qui lui renvoient son propre sentiment de culpabilité et de solitude. Son errance la mène à une cabane où, piégée sous des décombres, elle lutte entre l'envie de se laisser mourir et son instinct de survie. Finalement, elle choisit de vivre et retourne à Alexandria, retrouvant Daryl dans un silence lourd de non-dits.
Malgré ses tentatives de réconciliation, Carol peine à se réintégrer, notamment auprès de Maggie, qui découvre qu’elle a libéré Negan. Entre remords et détermination, elle continue de protéger le groupe, aidant à attirer une horde de rôdeurs vers une falaise pour assurer leur survie. Sa relation avec Daryl est mise à rude épreuve, oscillant entre camaraderie et tension, alors qu’ils tentent de reconstruire ce qu’ils ont perdu. Lors d’une chasse, ils trouvent une cabane abandonnée, ravivant les souvenirs de Daryl et ouvrant une nouvelle brèche dans leur complicité, illustrant leur lien complexe fait de blessures et de fidélité inébranlable.
Dans un flash-back, cinq ans plus tôt, Daryl, toujours en quête de Rick, retrouve Carol, qui lui rappelle combien de temps il passe isolé. De retour au présent, Carol découvre une boîte liée au passé de Daryl, ce qui ravive des tensions entre eux. Une dispute éclate sur leurs pertes et leurs choix, Daryl reprochant à Carol de fuir sa culpabilité, tandis qu'elle lui reproche de vouloir toujours sauver tout le monde. Leur relation semble fragilisée alors qu'ils rentrent à Alexandria en silence. Carol, tentant d’échapper à ses pensées, se plonge dans des tâches du quotidien, mais son mal-être ressurgit alors qu’elle s'acharne contre un rat, symbole de son agitation intérieure. Soutenue par Jerry, elle finit par admettre son mal-être et trouve un certain réconfort dans leur amitié.
Par la suite, Carol accompagne Negan lors d'une chasse et l'installe discrètement dans une cabane après son bannissement d'Alexandria. Lorsque Negan revient malgré tout, elle l'avertit que Maggie cherchera à le tuer, se détachant de toute responsabilité. Pendant ce temps, sa relation avec Daryl reste marquée par des tensions et des non-dits, bien qu'ils continuent à graviter l'un autour de l'autre malgré leurs différends.

#### Saison 11
Carol fait partie d'un groupe qui effectue diverses missions pour subvenir aux besoins de la communauté. Dans l’épisode 1, elle participe à une expéditions pour récupérer des vivres dans une base militaire abandonnée. Par la suite, dans l’épisode 3, Carol se joint à Kelly, Magna, et Rosita pour retrouver des chevaux égarés, ce qui les conduit à une série d’épreuves et de découvertes, notamment la découverte de chevaux mutilés. Carol finit par abattre un cheval pour nourrir la communauté d'Alexandria, ce qui provoque des tensions, notamment avec Magna. Dans l'épisode 5, Carol et son groupe partent à la recherche de Connie, sur la base d'informations obtenues d'un ancien "Chuchoteur" nommé Keith. Ils réussissent à retrouver Connie saine et sauve après un combat contre des "Ferels".
Dans le Commonwealth, Carol joue un rôle actif dans la manipulation du système pour obtenir des avantages pour ses proches. Dans l’épisode 10, elle utilise son influence pour faire avancer l'opération d'Ezekiel, malade, en échange de services rendus à Hornsby. Cependant, son action suscite des tensions avec Ezekiel, qui se rend compte qu'elle a manipulé le système pour obtenir un traitement plus rapide. Carol tente également de gérer ses relations avec ses proches tout en faisant face aux dilemmes moraux liés à ses actions.
Carol se retrouve impliquée dans plusieurs événements stratégiques au sein du Commonwealth. Elle joue un rôle clé dans les manœuvres pour aider ses alliés, notamment en facilitant l’opération d’Ezekiel. Elle intervient également pour sauver Daryl et le groupe après un incident impliquant des tirs dans une maison, et elle découvre que Sebastian a envoyé des habitants pour collecter de l’argent sous de fausses prétentions. Après avoir manipulé les événements en sa faveur, Carol conclut un accord avec Pamela Milton, la dirigeante du Commonwealth, pour sauver ses amis et faire porter la responsabilité des crimes de Sebastian sur Hornsby. Carol utilise sa capacité à négocier pour protéger son groupe et tirer parti des situations complexes qui se présentent, tout en maintenant une relation de méfiance avec ceux qui détiennent le pouvoir.
Vers la fin de la série, Carol participe à une série de confrontations qui marquent la fin du règne de Pamela et la libération de ses alliés. Après des événements dramatiques impliquant des batailles contre des rôdeurs et des affrontements avec les soldats du Commonwealth, elle joue un rôle déterminant dans l’éradication de la menace et la capture de Pamela, qui est emprisonnée après avoir échoué à manipuler Carol et Daryl. Un an après ces événements, Carol reprend la position de Hornsby, et avec Daryl, Judith, et RJ, elle assiste au départ de Daryl pour une mission de recherche de Rick et Michonne. En fin de compte, Carol poursuit son engagement dans la reconstruction et la réorganisation du Commonwealth, tout en restant une figure clé dans les événements qui façonnent l’avenir de la communauté.

#### The Walking Dead: Daryl Dixon
Daryl parcourant le pays à la recherche de Rick et Michonne. Carol est toujours au Commonwealth et discute avec Daryl par radio. Ce dernier lui dit se trouvait dans le maine et qu'il rentrera dans une semaine. La transmission est coupée quand Carol tente de lui dire qu'une personne est revenu.
Ne voyant pas Daryl revenir, Carol se rend dans le maine ou elle prend en chasse un homme sur la moto de Daryl. Faisant baisser sa garde à l'homme elle parvient à prendre le dessus et l'interroge, ce dernier lui parle d'une station, Carol le laisse enfermé dans le coffre et se rend en moto à cette station.
Carol arrive à la station demandant de l'aide pour la moto et obtenir des informations sur Daryl, prenant le contrôle de la situation, le groupe lui dit que Daryl a été emmené dans un bateau vers la France. Carol vole une voiture et quitte la station, sur la route, elle voit un avion et subit un accident de voiture en heurtant un rôdeur. Suivant la piste de l'avion, elle découvre qu'un homme vit dans un périmètre sécurisé par des pièges et une barrière, se glissant dans l'un des pièges, Carol arrive à amadouer l'homme en lui parlant de l'accident. L'homme appelé Ash l'héberge pour la nuit. Le lendemain, pendant qu'Ash vole avec son avion, Carol se faufile dans la serre et y découvre un petit autel en l'hommage de l'enfant de Ash. La serre est prise d'assaut par des rôdeurs et Carol arrive à y échapper. Ash est furieux contre Carol d'avoir profanée l'autel de son fils et lui demande de partir. Elle arrive à le calmer et Ash lui parle de son fils Avi et qu'il vient tous les matins à 8h30 lui rendre hommage. Le soir, Ash invite Carol a dîner et celle-ci lui raconte son mariage et la naissance de Sophia. Carol ment et dit que Sophia était en France quand l'épidémie a éclaté et qu'elle cherche à y aller depuis 13 ans. Touché par son histoire et réalisant qu'il ferait la même chose, Ash et Carol fuient le domaine de Ash par avion avant l'invasion des rôdeurs.

## Analyse du personnage
Carol Peletier est un personnage qui dénote des conventions de l'héroïne qui se sacrifie. Son histoire d'origine est profondément ancrée dans les traditions familiales. Le personnage de Carol, réprimé à son statut de femme au foyer, se dissocie progressivement de celui-ci ainsi que des notions les plus courantes associées à une femme dans le narratif. En perdant son mari, elle perd son statut de femme mariée et opprimée. En perdant sa fille, elle perd progressivement l'image de la figure maternelle. Elle incarne de nombreuses valeur d'émancipation.